# Kellett K-2
Kellett K-2 var en amerikansk autogiro, som byggdes av Kellett Autogiro Corporation och tillverkades under tidigt 1930-tal. Senare tillverkade plan, med starkare motor, benämndes K-3 och K-4. 
Kellett Autogiro Company tillverkade autogiror på licens enligt Juan de la Ciervas konstruktioner från Pitcairn Aircraft Company i USA. Den hade korta stubbar till vingar för att öka lyftkraften och tillåta skedroder. Pilot och passagerare satt sida vid sida i sittbrunnen. 
Det byggdes tolv K-2, med Continental-motorer. Flygplanstypen utvärderades av den amerikanska armén som ett långsamflygande spaningsflygplan, men ansågs inte vara av tillräckligt intresse. Varianten K-3 tillverkades 1932 och hade en kraftigare femcylindrig Kinner-motor. Ett sådant exemplar medfördes av Richard Byrd på dennes andra expedition till Antarktis 1933–1934 och havererade där.

## Bevarade exemplar
En K-2 upptäcktes i en lada och restaurerades till flygvärdigt skick 2002. Den finns sedan 2008 utställd på National Museum of the Unites States Air Force på Wright-Patterson Air Force Base i Ohio.